# Marcos Quijada

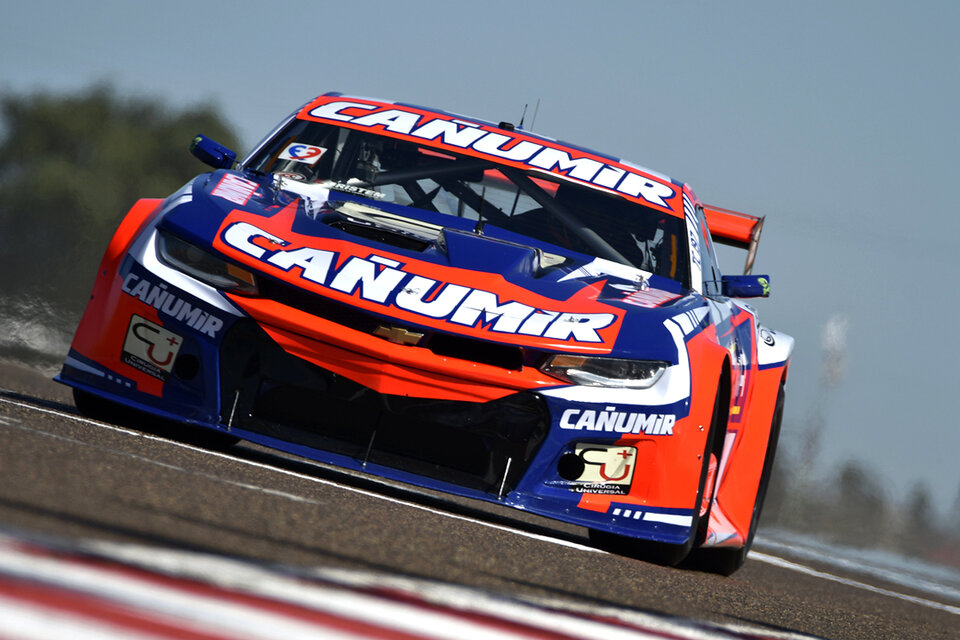
Chevrolet Camaro. - Marcos Quijada - 2024

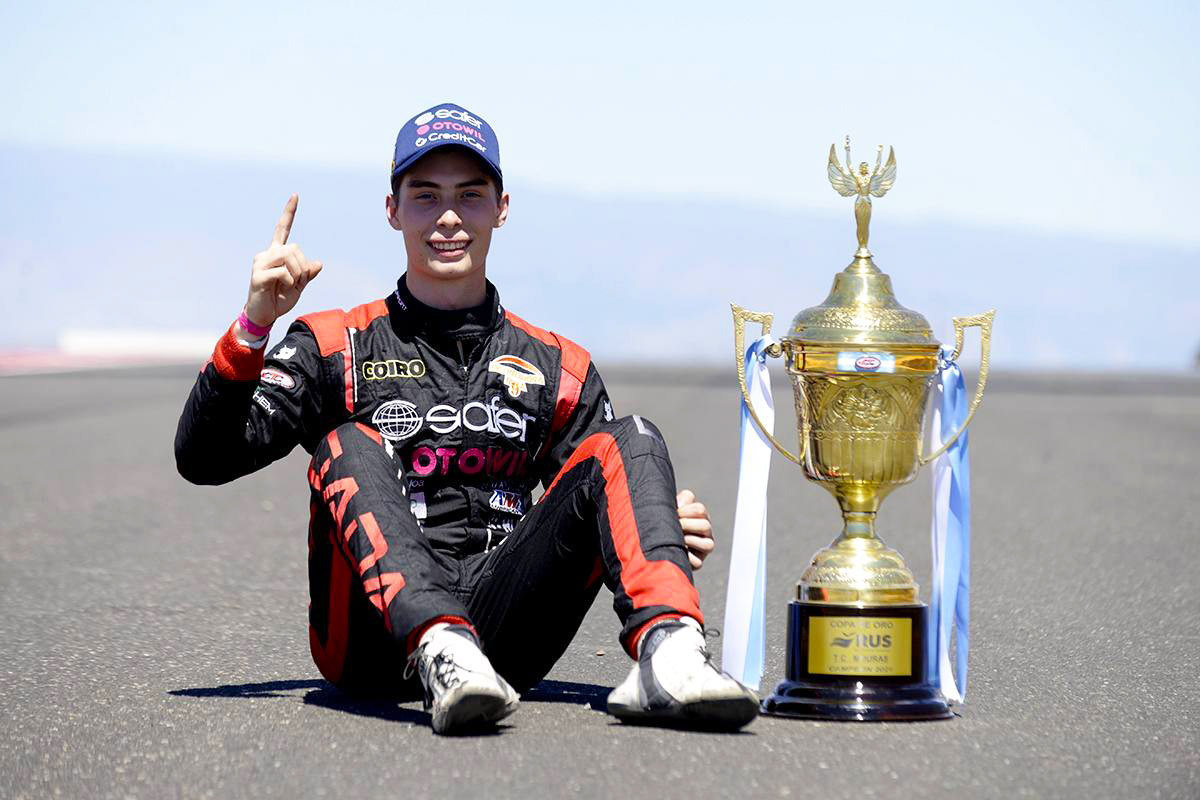
Marcos Quijada, campeón dee TC Mouras en 2021.

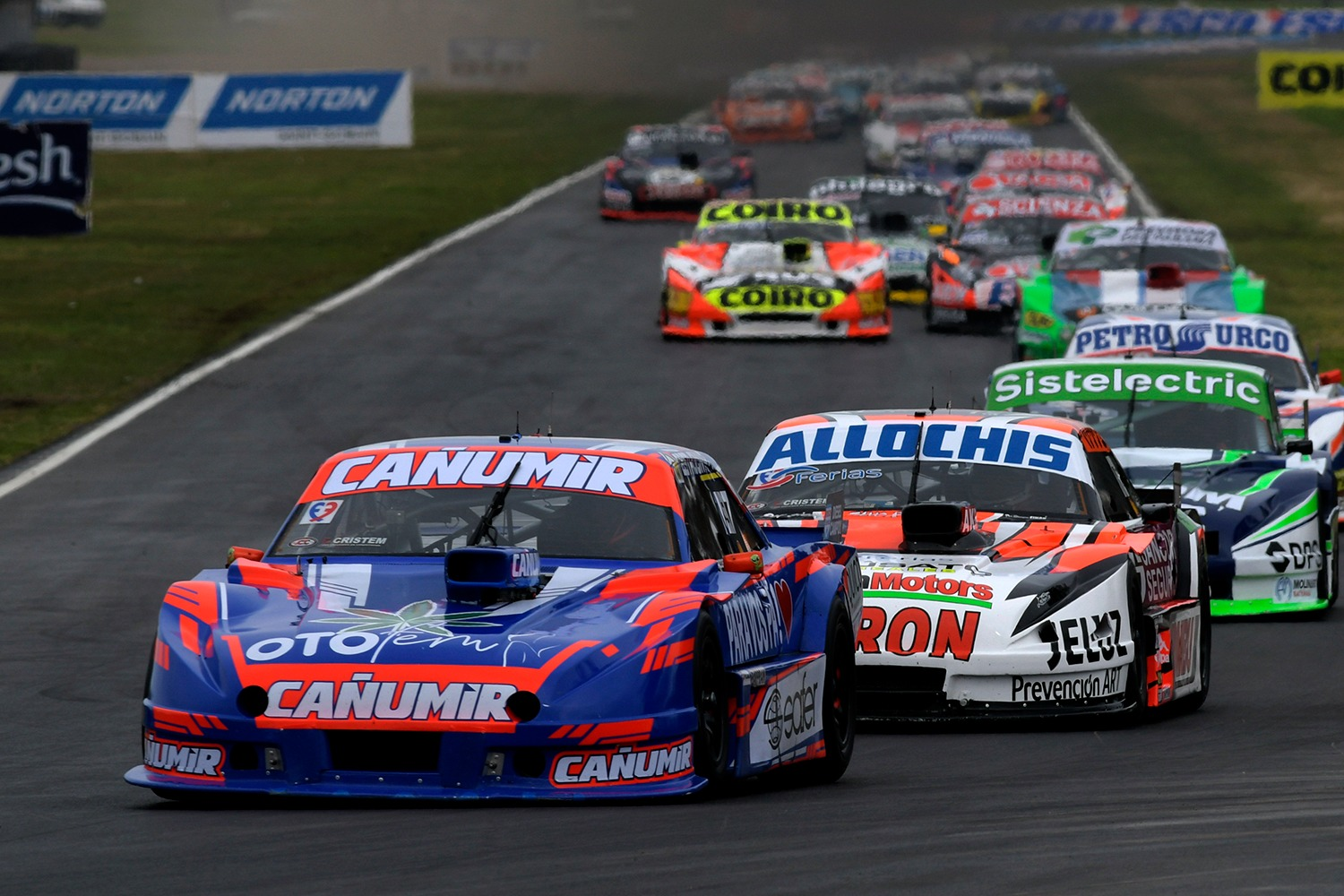
Quijada pidera el pelotón en Buenos Aires 2023.

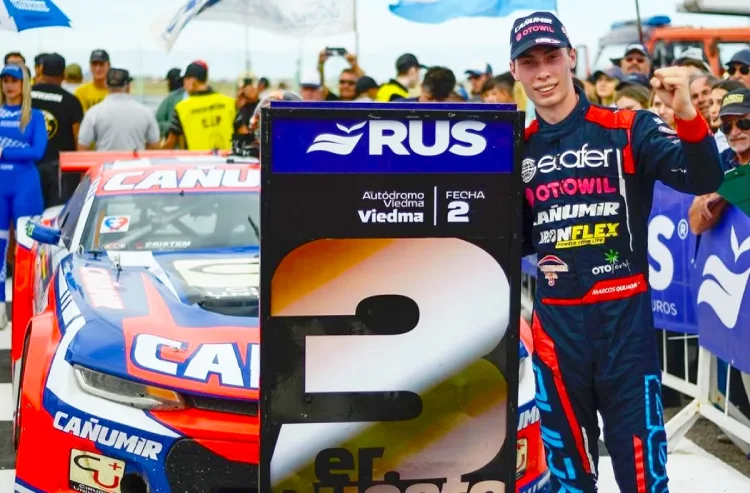
Marcos Quijada en el primer podio del Camaro en TC.

Marcos Ciro Quijada (Belén de Escobar, Provincia de Buenos Aires; 23 de enero de 2003), es un piloto argentino de automovilismo, que compite en Turismo Carretera.

## Carrera deportiva
Inició su carrera compitiendo en categorías de monoplazas, destacándose su participación en la Fórmula Metropolitana. Tras su paso por los monoplazas, pasó a competir en categorías de turismos, debutando en 2020 en la división TC Pista Mouras de la Asociación Corredores de Turismo Carretera, donde finalizó el campeonato en tercera colocación. Merced a sus resultados, ascendió a la división TC Mouras donde debutó en el año 2021. En su temporada debut conquistó el título de la especialidad al comando de un Dodge Cherokee del equipo Coiro Dole Racing. En esta misma temporada debutó también en la Clase 3 del Turismo Nacional, donde compitió al comando de un Toyota Corolla del equipo de Ernesto Bessone II.
La obtención del título de TC Mouras, le valió ser acreedor de un ascenso indirecto al Turismo Carretera, debiendo previamente incursionar en el TC Pista, categoría donde debutó en 2022 y donde compitió para cumplimentar con el requisito impuesto para competir, dentro del TC. Finalmente, su debut en la división mayor de la Asociación Corredores de Turismo Carretera tuvo lugar en 2023, donde debutó inicialmente dentro del equipo Coiro Dole Racing, pero tras la primera fecha terminó recalando en el equipo Uranga Racing, compitiendo en ambos equipos al comando de unidades Dodge Cherokee.
A la par de su incursión dentro del Turismo Carretera, Quijada tuvo también su estreno dentro de la categoría TC Pick Up, categoría donde ingresó compitiendo al comando de una unidad Ford Ranger del equipo SAP Team en 2023. Para la temporada 2024 anunció su participación dentro del TC, sumándose al grupo de pilotos que iniciaron el proceso de renovación y modernización del parque automotor. En este aspecto, Quijada anunció su presentación al comando de un Chevrolet Camaro ZL1, dentro de la escudería de Daniel Uranga.

### Debut en Turismo Carretera
La temporada 2023 sería el momento de dar sus primeros pasos en Turismo Carretera. Compitiendo a bordo de una Dodge alistada por el equipo UR Racing y motorizada por Alfredo “Gardelito” Fernández, Quijada lograría en la cita de El Calafate clasificar segundo y su primer triunfo en series. En paralelo, formaría un ambicioso proyecto junto al SAP Team para continuar dentro de las TC Pick Up a bordo de una Ford Ranger y sumando su segundo podio en la sexta cita del año.
En su año Debut en el TC logró cosechar una pole positions, dos series , un récord en pista y un récord histórico: haber marcado 224,739 km/h de promedio en el Oscar y Juan Gálvez, el más alto en autódromos en la historia de la categoría.
A fines del 2023 consiguió el pase otorgado por la categoría para correr bajo la marca Chevrolet. El debut en la marca será en un auto de nueva generación, más precisamente un Chevrolet Camaro alistado por el Uranga Racing. 

#### Chevrolet Camaro
Estreno un Chevrolet Camaro en pista la primera carrera Turismo Carretera del 2024 en el Autódromo Enrique Freile de El Calafate. En la final, estando quinto, tuvo que abandonar por una pinchadura de goma.
En la segunda fecha a disputarse en el Autódromo Ciudad de Viedma logró darle al Camaro el primer podio desde su existencia en el TC, llegando en tercer lugar.
Durante el 2024 logró cosechar 3 podios y 4 series ganadas. Ingreso a la Copa de Oro 5to en el campeonato, terminando el año 2024 en el 8vo puesto.

## Resumen de carrera
| Temporada | Categoría                    | Equipo                    | Coche               | Carreras | Victorias | Poles | VR | Podios | Puntos      | Pos.        |
| --------- | ---------------------------- | ------------------------- | ------------------- | -------- | --------- | ----- | -- | ------ | ----------- | ----------- |
| 2018      | Fórmula Metropolitana        | Cepeda Racing             | Crespi-Renault      | 10       | 0         | 0     | 0  | 0      | 48.50       | 13.º        |
| 2018      | Fórmula Renault Plus         | Cepeda Racing             | Crespi-Renault      | 1        | 0         | 0     | 0  | 0      | 20.00       | 32.º        |
| 2019      | Fórmula Metropolitana        | Cepeda Racing             | Crespi-Renault      | 17       | 1         | 0     | 1  | 3      | 114.00      | 10.º        |
| 2020      | TC Pista Mouras              | Coiro Dole Racing         | Dodge Cherokee      | 8        | 1         | 1     | 2  | 4      | 297.50      | 3.º         |
| 2021      | TC Mouras                    | Coiro Dole Racing         | Dodge Cherokee      | 15       | 2         | 2     | 0  | 8      | 717.00      | 1.º         |
| 2021      | Clase 3 del Turismo Nacional | Tito Bessone Carrera Team | Toyota Corolla E170 | 9        | 0         | 0     | 0  | 0      | Por definir | Por definir |
| 2022      | TC Pista                     | Dole Racing               | Dodge Cherokee      | 12       | 1         | 0     | 1  | 2      | 294.25      | 16.º        |
| 2022      | TC Pick Up                   | TGRA/Coiro Dole Racing    | Toyota Hilux        | 11       | 0         | 0     | 0  | 1      | 238         | 12.º        |
| 2023      | Turismo Carretera            | Uranga Racing             | Dodge Cherokee      | 14       | 0         | 1     | 0  | 0      | 177         | 30.º        |
| 2023      | TC Pick Up                   | SAP Team                  | Ford Ranger         | 9        | 0         | 0     | 0  | 1      | 256.5       | 17.º        |
| 2024      | Turismo Carretera            | UR Racing                 | Chevrolet Camaro    | 15       | 0         | 0     | 4  | 3      | 351,5       | 8           |
| 2025      | Turismo Carretera            | UR Racing                 | Chevrolet Camaro    | 15       |           |       |    |        |             |             |

## Palmarés
| Título  | Categoría | Automóvil      | Año  |
| ------- | --------- | -------------- | ---- |
| Campeón | TC Mouras | Dodge Cherokee | 2021 |